# Monique Loudières
Monique Loudières, née le 15 avril 1956 à Choisy-le-Roi, est une danseuse étoile de l'Opéra de Paris.

## Biographie
Après cinq années d’études à l’École de danse de l’Opéra de Paris de 1967 à 1972, Monique Loudières est engagée dans le corps de ballet à l’âge de seize ans et aborde ses premiers rôles de soliste à dix-neuf ans avec L'Oiseau bleu, Le Spectre de la rose et Auréole.
En 1981, Rudolf Noureev la choisit pour interpréter Kitri dans sa production de Don Quichotte. À la suite de ce rôle, Rosella Hightower, alors directrice de la danse du Ballet de l'Opéra de Paris, la nomme « danseuse étoile » en 1982. Elle est considérée comme l'une des plus talentueuses danseuses étoile de l'Opéra de sa génération[réf. nécessaire]. 
Dès lors, elle danse tout le répertoire classique et néoclassique, avec une prédilection pour les grandes héroïnes dramatiques telles que celles des ballets Giselle, Roméo et Juliette, Manon, Notre-Dame de Paris ou Eugène Onéguine. Elle est particulièrement inspirée par Jerome Robbins (In the Night, Dances at a Gathering, The Concert ou Other Dances) et interprète les œuvres des plus grands chorégraphes actuels tels que Maurice Béjart, John Neumeier, George Balanchine, Serge Lifar, Jiri Kylian, Paul Taylor, Roland Petit, Kenneth MacMillan, Martha Graham, Twyla Tharp, Alvin Ailey, William Forsythe et la Giselle de Mats Ek. 
Elle aborde également le répertoire contemporain avec Daniel Larrieu, Christine Bastin, Joëlle Bouvier, Régis Obadia, Blanca Li.
Monique Loudières est « étoile invitée » de nombreuses compagnies, telles que le Boston Ballet, la Scala de Milan, le Ballet de Hambourg, le Ballet de Stuttgart, le Staatsoper de Berlin, le Sadler's Wells Royal Ballet, le Tokyo Ballet, le Teatro Colón de Buenos Aires ou le festival de La Havane.
Monique Loudières a bénéficié de l’enseignement de grands maîtres tels qu'Yves Brieux, Raymond Franchetti, Yvette Chauviré, Pierre Lacotte, Violette Verdy et Rudolf Noureiev qui a été aussi son partenaire dans la plupart de ses productions. C’est pourquoi elle a le désir de transmettre son expérience aux nouvelles générations de danseurs. Elle devient professeur et répétitrice pour le prix de Lausanne, Europa Dance, l’Opéra de Paris…
En 1991, Dominique Delouche lui consacre un documentaire intitulé Comme les oiseaux.
En 2000, Rosella Hightower lui demande alors de devenir la nouvelle directrice de son école internationale l'École supérieure de danse de Cannes, elle accepte de lui succéder au poste de directrice artistique et pédagogique à partir de septembre 2001, poste qu'elle occupera jusqu'en début 2009.

### Vie privée
Monique Loudières est l'épouse du danseur de ballet Hervé Dirmann (sujet), avec lequel elle a deux filles : Daphné Dirmann et Salomé Dirmann[réf. nécessaire].

## Distinction
- Commandeure de l'ordre des Arts et des Lettres (13 juillet 1996)[2].